# 棘皮似美花介
棘皮似美花介（学名：Paracytheridea echinata）为似美花介科似美花介屬下的一个种。